# Águas Vermelhas (kommun)
Águas Vermelhas är en kommun i Brasilien.   Den ligger i delstaten Minas Gerais, i den östra delen av landet, 700 km öster om huvudstaden Brasília. Antalet invånare är 12 718.
Följande samhällen finns i Águas Vermelhas:
- Águas Vermelhas

I omgivningarna runt Águas Vermelhas växer huvudsakligen savannskog. Runt Águas Vermelhas är det mycket glesbefolkat, med 6 invånare per kvadratkilometer.